# Югославия на летних Олимпийских играх 1928
Югославия принимала участие в Летних Олимпийских играх 1924 года в Париже (Франция) в третий раз за свою историю, и завоевала 1 золотую, 1 серебряную и 3 бронзовые медали. Все медали выиграны в гимнастике. Югославия не пропустила ни одной летней олимпиады с 1920 года.

## Медалисты
| Медаль  | Спортсмен | Вид спорта            | Дисциплина                     |
| ------- | --- | --------------------- | ------------------------------ |
| Золото  | Леон Штукель | Спортивная гимнастика | Мужчины, кольца                |
| Серебро | Йосип Приможич | Спортивная гимнастика | Мужчины, брусья                |
| Бронза  | Леон Штукель | Спортивная гимнастика | Мужчины, абсолютное первенство |
| Бронза  | Стане Дерганц | Спортивная гимнастика | Мужчины, конь                  |
| Бронза  | Леон Штукель Драгутин Циотти Стане Дерганц Борис Грегорка Антон Малей Янез Порента Эдвард Антониевич Йосип Приможич | Спортивная гимнастика | Мужчины, командное первенство  |